# Бубнівська кераміка
Бубнівська кераміка —  традиція орнаментального розпису керамічних виробів, що походить від назви села Бубнівка, яке було засноване на місці гончарного осередку, що виник через поклади гончарної глини. Внесено до Національного переліку елементів нематеріальної культурної спадщини України.
Орнамент бубнівського розпису може складатися з рослиноподібних та умовно декоративних деталей задопомогою ріжка (у минулому) або гумовою грушею у найрізноманітніших варіаціях. Орнаменти наносять чорною, темно-коричневою, зеленою, білою ангобами на тло кольору червоної охри.
Основоположником традиції бубнівської кераміки вважають Андрія Гончара (1823–1926), він навчив нової традиції орнаментування — Агафона Герасименка (1862–1925), який передав досвід синам Якову (1891–1969) та Якиму (1888–1970), з 1936 — заслужені майстри народного мистецтва.
З середина 19 століття традицію перейняли майстри народного гончарства сусідніх від Новоселівки та Бубнівки сіл.
1938  року у Бубнівці створено гончарну школу та артіль імені Комінтерну, яку очолили брати Герасименки. У 1969–1989 роках працювали експериментальний гончарний цех і школа.
Бубнівські майстри виробляють миски, поставці, куманці, глечики, вази, сервізні гарнітури.

## Відомі майстри
- Міщенко Фросина
- Шпак Тетяна